# A fost odată pe Mercur
„A fost odată pe Mercur” (în engleză: „Masquerade”) este o nuveletă științifico-fantastică a scriitorului american Clifford D. Simak care a apărut prima dată în numărul din martie 1941 al revistei Astounding Science-Fiction și republicată în „Operation Mercury” în 1941. A fost tradusă că „A fost odată pe Mercur” și publicată în CPSF nr. 333 din 1968.

## Rezumat
Craig, personajul principal al povestirii, îi spune afaceristului Page că nu se mai află pe Pământ și astfel nu poate obține nimic prin mită, lingușire și forță.
Cei de pe Mercur au trecut prin faza barbară în care se află pământenii cu peste un milion de ani în urmă. Ei sunt formați din concentrări de energie și primul contact și viitoarea înțelegere între civilizații par imposibile.

## Analiză critică
În „A fost odată pe Mercur”, prin intermediul unui mercurian, este definită însăși agresiunea și este exprimat disprețul societății față de imperialism. Simak satirizează imixtiunea politicii militariste în problemele siderale.

## Traduceri în limba română
Nuveleta „A fost odată pe Mercur” a fost tradusă de Dorin A. Groza și Radu Tudor și a apărut în Colecția „Povestiri științifico-fantastice” nr. 333 din 1968 cu o copertă desenată de Pompiliu Dumitrescu.